# Sphecius nigricornis
Sphecius nigricornis (лат.) — вид песочных ос рода Sphecius из подсемейства Bembicinae (триба Gorytini).
Ареал: Палеарктика, Южная Европа, Закавказье (Азербайджан), Турция, Алжир.
Осы среднего размера (1—17 мм). На задних углах среднеспинки небольшие вогнутые участки. Медиальная жилка заднего крыла начинается около конца анальной ячейки. На боках среднегруди развиты эпикнемиальные кили, соединяющиеся вместе в нижней её части. Гнездятся в земле. Ловят мелких цикадок.